# 身づくろいをする女性 (ステーンの絵画)
『身づくろいをする女性』（みづくろいをするじょせい、蘭: Vrouw bij haar Toilet、英: A Woman at her Toilet）は、オランダ黄金時代の画家ヤン・ステーンが1663年に板上に油彩で制作した絵画である。画面左側の柱に画家の署名が、右側の柱に制作年が記されている。1821年にイギリス王ジョージ4世により購入され、1841年以来、バッキンガム宮殿 (ロイヤル・コレクション) に所蔵されている。

## 作品
レース飾りのない上着を纏った若い女性が、ストッキングを履いているところである。彼女はおそらく娼婦であるという主張もなされてきたが、どんな人物なのか確証はない。整っていないベッドの上に犬が寝ている。また、ベッドのそばの床には室内用便器のおまるがあり、彼女の手前の床には靴が散乱している。女性は鑑賞者をまっすぐに見つめ、誘うような表情をしている。
しかしながら、鑑賞者は、古典的な装飾のついたアーチ型入り口の向こう側にある部屋から隔てられている。2本のコリント式の柱はカルトゥーシュのある台座の上に立っている。一方、アーチは、装飾用垂れ布と泣いている智天使で飾られている。アーチの内部と外部にははっきりとしたコントラストがあり、本作は明らかに寓意画として解釈されるべきものである。アーチ型入り口は、どんなに強い誘惑があっても、分別のある人は決して超えてはならない一線なのである。アーチは道徳的な善を表現しており、事物の象徴性によって強調されている。すなわち、太陽は「一貫性」を、ブドウの蔓は「家庭的徳」を、泣いている智天使は「懲らしめられた俗愛」を意味する。
いったん部屋の中に入るなら、鑑賞者はヴァニタスを表す事物に出くわす。切れた弦のあるリュート、蔓に巻かれた髑髏、炎の消えたロウソク、蓋が大きく開いた宝石箱が見えるが、これらはすべて誤った感覚的喜びの儚い結果を表している。ストッキングを引っ張るという行為さえ、ローマー・フィスヘルの象徴的事物を表す著作『シネポッペン (Sinnepoppen)』 (1614年) では明らかなメッセージを持っていた。つまり、ストッキングを引っ張るというような弾みでする行為も突然、穴が開くというような結果を招きかねず、感覚に身を委ねるということが破滅につながる可能性を持つということと同じなのである。ステーンは、アーチを通り過ぎていくことは徳の喪失につながる危険があるとほのめかしている。アーチの内側は異教的愛をもたらし、外側は精神的愛にもたらすという感覚がある。
なお、本作の細部表現におけるステーンの技術は素晴らしい。イ草のカーペット、天蓋のあるベッド、タイルの床などは、この豊かで精緻な画面を構成するのに貢献している。